# Safair
Safair es una aerolínea con base en Kempton Park (Gauteng), Sudáfrica. Efectúa vuelos chárter, alquiler y venta, contratos de operación y servicios de alquiler, cesión de tripulantes y entrenamiento, mantenimiento y modificación de aviones, seguridad aeronáutica entrenamiento médico y servicios de soporte. Su principal base de operaciones es el Aeropuerto Internacional de Johannesburgo, Johannesburgo.

## Historia
La aerolínea fue fundada en marzo de 1969 por Safmarine y comenzó a operar el 18 de marzo de 1970. Hasta los 90 principalmente atendía el mercado de carga local y regional. En 1991 diversificó su negocio al mantenimiento de aviones y a las operaciones de mensajería aérea nocturna antes de concentrarse en las operaciones charter y de alquiler. En 1998 adquirió un 49% de las acciones de Air Contractors, con base en Irlanda, y fue a su vez adquirida por Imperial Holdings por 40 millones de dólares en diciembre de 1998. En julio de 1999 Safair tomó el control de National Airways Corporation y Streamline Aviation (una compañía de alquiler y vuelos chárter de aviones). Es propiedad de Imperial Holdings.

## Flota
La flota de Safair incluye los siguientes aviones, con una edad media de 22.8 años (a abril de 2020):
- 1 Boeing 727-200F
- 9 Boeing 737-800
- 9 Boeing 737-400
- 2 CASA CN-235-10
- 10 Lockheed L-100-30 Hercules
- 1 Raytheon Beech 1900D Airliner

Total: 32